# Anthodon (reptile)
Pour les articles homonymes, voir Anthodon.
Anthodon serrarius
Genre
Espèce
Anthodon est un genre de reptiles anapsides ayant vécu pendant le Permien en Afrique du Sud, en Tanzanie et en Russie. Son nom signifie Dent Fleur.
Ce genre n'est représenté que par son espèce type, Anthodon serrarius Owen, 1876.

## Publication originale
- (en) Richard Owen, Descriptive and Illustrated catalogue of the Fossil Reptilia of South Africa in the Collection of the British Museum of Natural History, 1876, 88 p. (lire en ligne).